# 沃特金斯 (科羅拉多州)
沃特金斯（英語：Watkins）是位於美國科羅拉多州亞當斯縣的一個人口普查指定地區。

## 地理
沃特金斯的座標為39°44′42″N 104°36′25″W / 39.74500°N 104.60694°W，而該地最高點為海拔高度1684米（即5525英尺）。

## 人口
根據2010年美國人口普查的數據，沃特金斯的面積為70.2平方千米，均為陸地。當地共有人口653人，而人口密度為每平方千米9人。